# سوسن بوستي
السوسن البوستي (باللاتينية: Iris postii) هو أحد أنواع السوسن من الفصيلة السوسنية. سمي نسبة إلى عالم النبات جورج بوست الذي كان أول من نشر توثيقًا وتصنيفًا شاملاً لنباتات بلاد الشام في كتابه نباتات سوريا وفلسطين وسيناء.

## الموئل والانتشار
ينتشر في معظم مناطق بلاد الشام.